# Pidjorodne (Dnipropetrovsk)
Pidjorodne (en ucraniano: Підгородне) es una ciudad ucraniana perteneciente al óblast de Dnipropetrovsk. Situada en el centro del país, es parte del raión de Dnipró y parte del municipio (hromada) homónimo.

## Toponimia
El nombre del lugar en ruso es Podgorodnoye (en ruso: Подгородное).

## Geografía
Pidjorodne se encuentra a orillas de los río Kilchen y Samara, 10 km al norte de Dnipró.

## Historia
La primera mención de una villa en el actual emplazamiento de Pidhorodne se remonta a principios del siglo XVII como un "lugar de invernada" (zymivnyk) de los cosacos de Samar y llevaba el nombre de Bojoroditski Jutori. Poco después de la liquidación del sich de Zaporiyia, en 1778 esas aldeas se unieron en una "slobodá militar estatal" de Pidjorodne, que se encontraba cerca del recién creado Yekaterinoslav (antes de ser trasladado a la orilla derecha del Dnieper).
La colonia de Kronsgarten fue fundada en 1797 por menonitas alemanes. Kronsgarten quedó bajo la administración de la colonia de Chortitza en 1843. En 1847 y 1848, el pueblo fue trasladado 1 km al este, a una colina, donde también se reemplazó el edificio utilizado como iglesia y escuela.
Tras la guerra civil rusa, los habitantes abandonaron la colonia Kronsgarten. Hoy en día sólo quedan graneros dispersos y el monumento a Höppner como testimonio de las construcciones de los antiguos residentes. 
Entre 1920 y 1959 el pueblo fue el centro del raión de Pidjorodne y se vio afectada por la hambruna del Holodomor (1932-1933). En mayo de 1934 se construyó y puso en funcionamiento aquí una subestación eléctrica (conectada a la central hidroeléctrica del Dniéper). El 22 de octubre de 1938, Pidjorodne recibió el estatus de asentamiento de tipo urbano.
Durante la Segunda Guerra Mundial, Pidjorodne estuvo ocupada por la Wehrmacht desde agosto de 1941 hasta septiembre de 1943.
Pidjorodne recibió el estatus de ciudad en 1981, convirtiéndose posteriormente en un suburbio de Dnipró.
El 12 de octubre de 2024, la Comisión Nacional de la Lengua Estatal agregó Pidjorodne a la lista de lugares poblados que deberían cambiar de nombre como parte de la desrusificación. Para cumplir con las normas del idioma ucraniano, se recomienda que la ciudad cambie de nombre a Pidhorodnie.

## Demografía
La evolución de la población de Pidjorodne entre 1826 y 2022 fue la siguiente:
| 1044                                                          | 7831 | 12 537 | 13 262 | 17 423 | 23 490 | 19 219 | 17 763 | 18 319 | 19 322 | 19 498 | 7677 | 19 138 |
| (Fuente: Cities & Towns of Ukraine y UKRAINE: Größere Städte) |      |        |        |        |        |        |        |        |        |        |      |        |

Según el censo de 2001, el 91,69% de la población son ucranianos, el 6,91% son rusos y el resto de minorías son principalmente bielorrusos (0,4%). En cuanto al idioma, la lengua materna de la mayoría de los habitantes, el 91,73%, es el ucraniano; y del 7,97% es el ruso.

## Infraestructura

### Transporte
La autovía M04/E50 pasa por Pidjorodne y se encuentra con la M18/E105 en las afueras de la ciudad. Aquí también comienza la carretera territorial T-04-10, que conduce al norte.
Desde 1930 hasta 1994, operó un aeropuerto en Pidjorodne.

## Galería

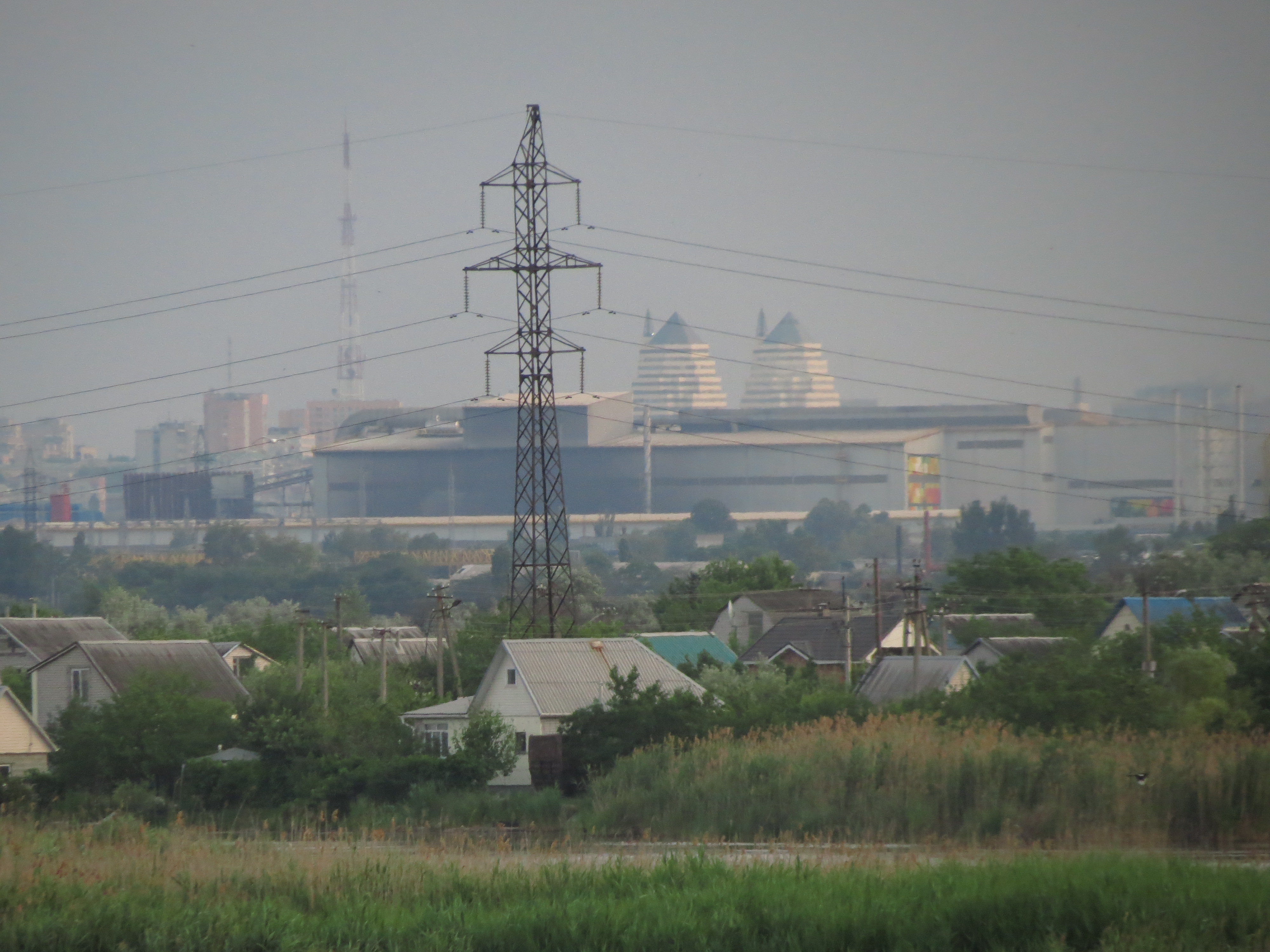
Vistas de Dnipró desde Pidjorodne
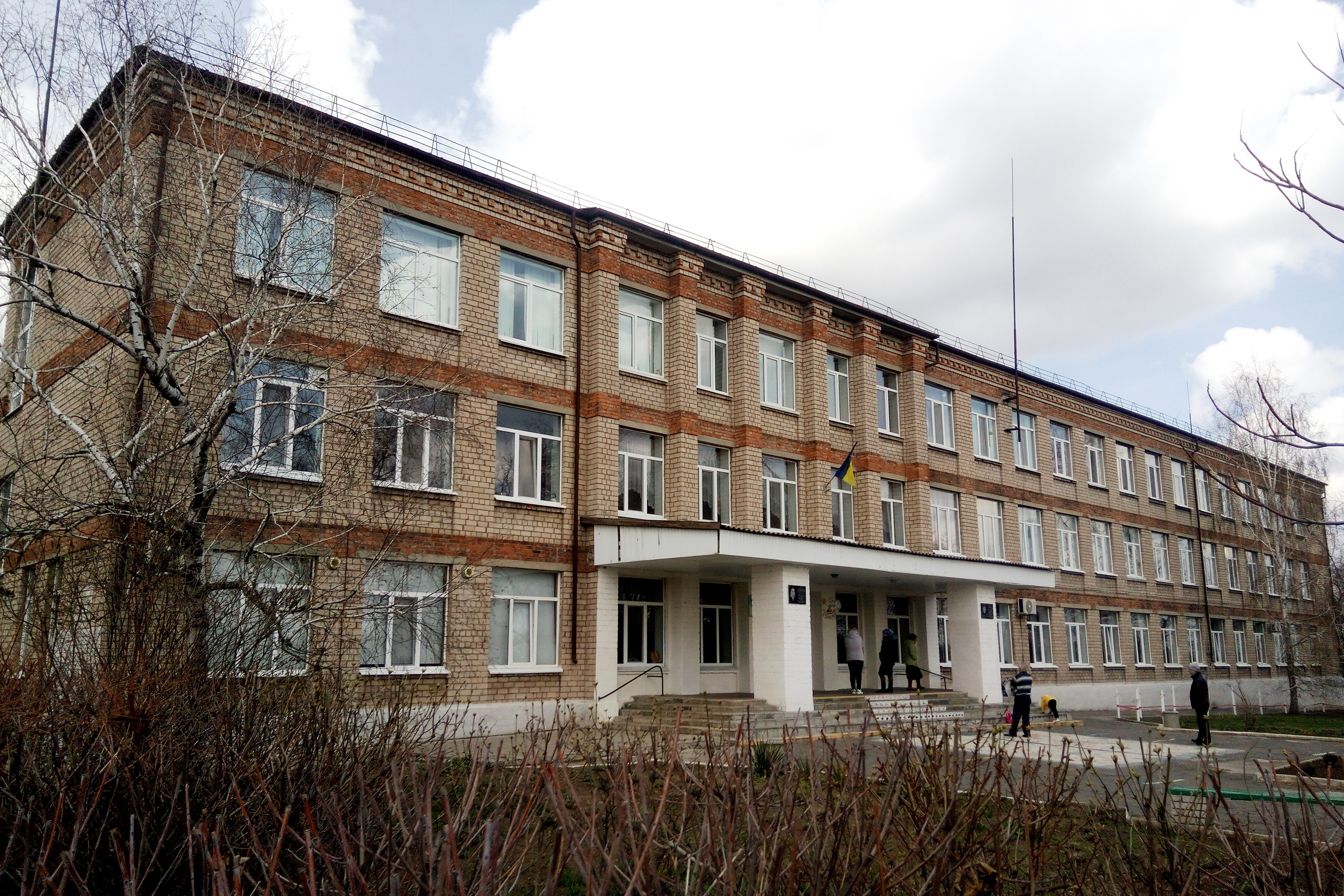
Escuela nº1 de Pidjorodne
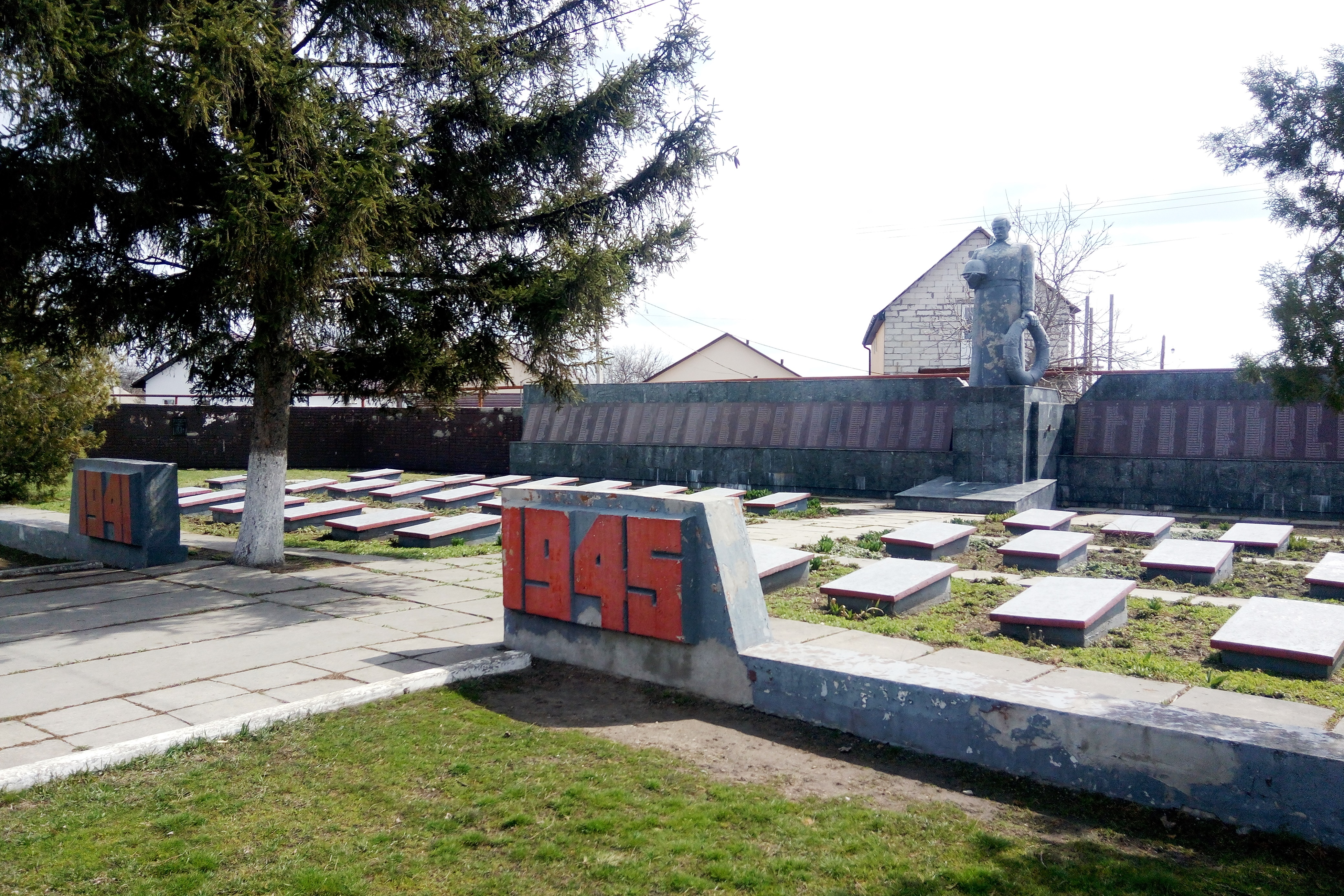
Monumento soviético en Pidjorodne
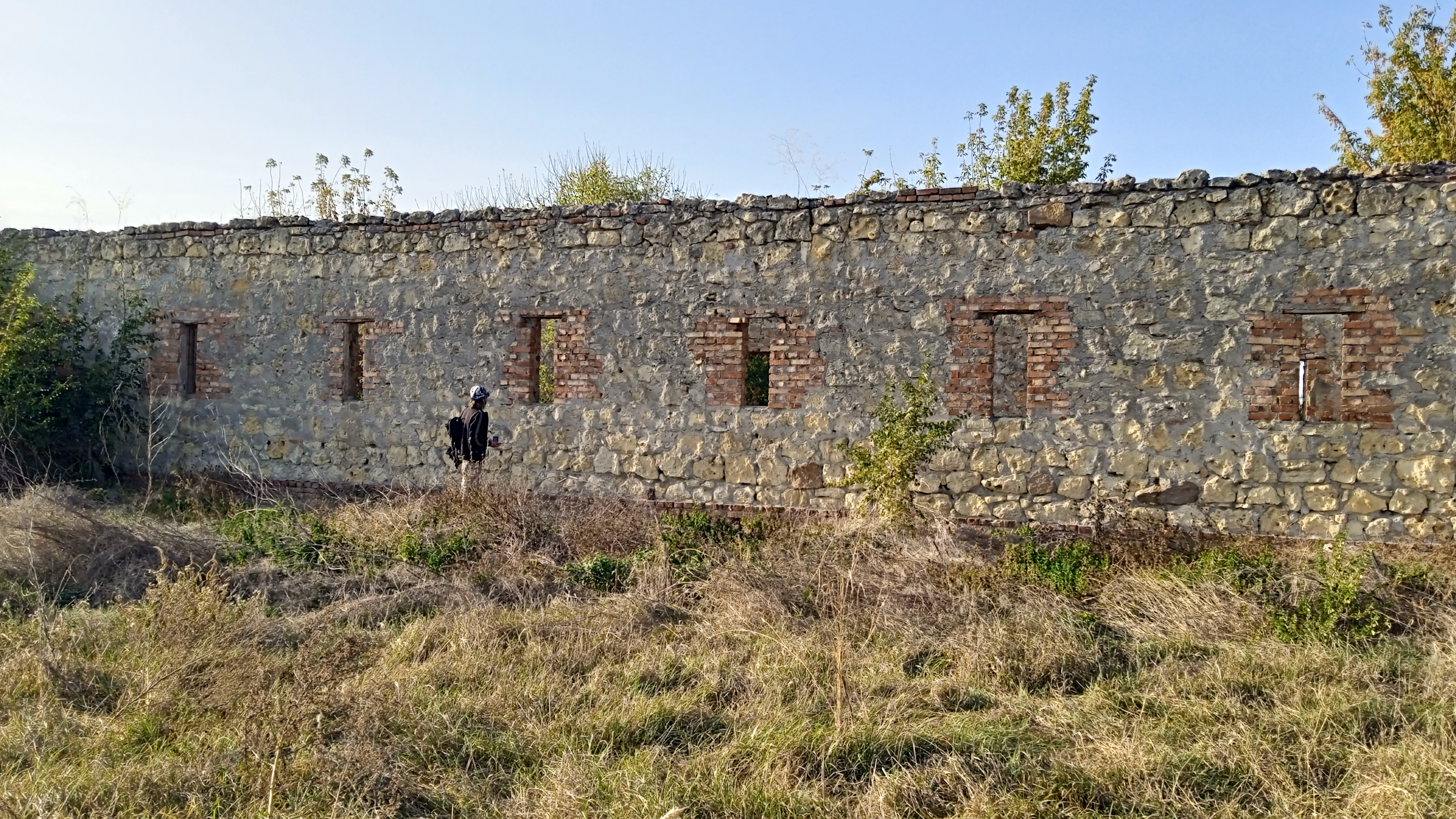
Ruinas de Kronsgarten